# الأسود بن المطلب
الأسود بن المطلب بن أسد بن عبد العزى بن قصي القرشي. ويُلقب بـ «أبي زمعة». رجل من قبيلة قريش. كان معاصراً لظهور الإسلام، وكان من أشد المُعادين له.
هو ابن عم السيدة خديجة بنت خويلد بن أسد، زوج نبي الإسلام محمد، وهو أيضاً ابن خال السيدة برة بنت عبد العزى، جدة النبي محمد لأمه.
حاول مع ابنه زمعة، ومع كثير من سادة قريش التفاوض مع النبي محمد لثنيه عن دعوته، إلا أن محمداً رفض دعوتهم. وحاول مع زعماء من قريش مثل الوليد بن المغيرة، وأمية بن خلف، والعاص بن وائل السهمي أثناء طواف محمد بالكعبة أن يفاوضوه بأن يعبدوا إله ويعبد آلهتم وأصنامهم، فقالوا: «يا محمد، هلم فلنعبد ما تعبد، وتعبد ما نعبد، فنشترك نحن وأنت في الأمر، فإن كان الذي تعبد خيرا مما نعبد، كنا قد أخذنا بحظنا منه، وإن كان ما نعبد خيرا مما تعبد، كنت قد أخذت بحظك منه». فنزلت سورة الكافرون ﴿قُلْ يَا أَيُّهَا الْكَافِرُونَ ۝١ لَا أَعْبُدُ مَا تَعْبُدُونَ ۝٢ وَلَا أَنْتُمْ عَابِدُونَ مَا أَعْبُدُ ۝٣ وَلَا أَنَا عَابِدٌ مَا عَبَدْتُمْ ۝٤ وَلَا أَنْتُمْ عَابِدُونَ مَا أَعْبُدُ ۝٥ لَكُمْ دِينُكُمْ وَلِيَ دِينِ ۝٦﴾ [الكافرون:1–6].
ذكر ابن إسحاق أنه كان أحد المستهزئين بالنبي، المقصودين على الأغلب بالآية القرآنية ﴿إِنَّا كَفَيْنَاكَ الْمُسْتَهْزِئِينَ ۝٩٥﴾ [الحجر:95] وهم الأسود بن عبد يغوث، والوليد بن المغيرة، والعاص بن وائل، والحارث بن الطلاطلة الخزاعي. فدعا عليه النبي (أي على الأسود) وقال: «اللهم أَعمِ بصره ، وأثكله ولده». وقد تحقق هذا الدعاء إذ عمي بصره، وخسر ثلاثة من ولده في غزوة بدر، وهم زمعة، وعقيل ابناه، وحفيده الحارث بن زمعة.
له ابن آخر كاد أن يخسره اسمه هبار، لكنه أسلم عام الفتح ونجا.
بعد هزيمة قريش في غزوة بدر، اتفق جمع منهم على عدم البكاء على قتلاهم حتى لا «يشمت» محمد وأصحابه فيهم، وسار الأسود مكرهاً على هذا الاتفاق، فلما سمع امرأة تبكي، قال لغلام له:«انظر هل أحل لنا النحيب. لعلي أبكي على أبي حكيمة (أي زمعة) فإن جوفي قد احترق»، فلما رجع إليه الغلام قال:«إنما هي امرأة تبكي على بعير لها أضلته». فتعجب الأسود منشداً:
ليس له ذكر بعد ذلك، والأغلب أنه مات على جاهليته قبل غزوة أحد.
شبه النبي ﷺ عاقرَ ناقة صالح به فقال حين خطب وذكر الناقة والذي عقر: ﴿إِذِ انْبَعَثَ أَشْقَاهَا ۝١٢﴾ [الشمس:12] «انبعث لها رجلٌ عزيزٌ عارمٌ، منيعٌ في رهطه، مثل أبي زمعة».رواه البخاري (4942)، ومسلم (2855)، عن عبد الله بن زمعة بن الأسود حفيد الأسود هذا، وجزم الحافظ ابن حجر أن أبا زمعة المذكور في الحديث هو هذا.

## مصدر
سيرة ابن هشام